# Weihekreuz

Weihekreuz

Ein Weihekreuz, auch Apostelkreuz oder Konsekrationskreuz (lat. crux signata) ist ein aus gebogenen Linien gebildetes und von einem Kreis umschlossenes Kreuz (Kreuznimbus), das vor allem in der römisch-katholischen Kirche die Konsekration eines Gebäudes oder auch Gegenstandes bezeichnet.

## Weihekreuz
Weihekreuze befinden sich in der Regel in der Mensa (Deckplatte) von Altären, auf den Wänden von Kirchen sowie auf liturgischen Geräten. Bei der Kirch- oder Altar-Weihe wurden seit dem Mittelalter und in katholischen Gebieten bis heute die Altarplatte und an zwölf Stellen die Innenwände des Gebäudes mit Chrisam gesalbt und mit Weihwasser besprengt. Auch liturgische Geräte werden auf diese Weise „eingeweiht“. Die Stellen der Salbung wurden mit dem Weihekreuz bezeichnet. Dieses erinnert somit an die Konsekration, durch die Gebäude oder Gegenstände in kultischen Dienst gestellt und damit dem profanen Gebrauch entzogen wurden.
Die Reformatoren im 16. Jahrhundert lehnten die Weihe von Gegenständen ab; Gottesdienst finde überall statt und sei nicht an geweihte Orte und Gegenstände gebunden. Weihekreuze wurden als päpstliches Hoheitszeichen verstanden und in evangelischen Kirchen häufig übermalt. Manche kamen erst bei Renovierungen Jahrhunderte später wieder zum Vorschein.

### Beispiele
In den Bornholmer Rundkirchen, der Nylars Kirche und der Ny Kirke befinden sich an den Innenwänden der Rundschiffe je ein Weihekreuz.
In den norwegischen Kirchen in Reinli, Fisker und Slidredomen befinden sich Weihekreuze in der Form des Radkreuzes. In der Stabkirche Reinli (bei Fagernes in Valdres, um 1250 bis 1300 errichtet) sind die Weihekreuze in blauer Farbe auf die Holzwände gemalt. In der Holzkirche Fisker (bei Fåberg, in Maihaugen in Lillehammer, um 1459 errichtet) sind die Weihekreuze in die Holzwände geschnitzt. In der Steinkirche Slidredomen (in der Gemeinde Vestre, Slidre, Oppland, im 11. Jahrhundert errichtet) befindet sich ein an die Steinwand gemaltes rotes Weihekreuz.
In Portugal befindet sich in der alten Kathedrale Sé Velha in Coimbra (um 1140 errichtet) ein in das Mauerwerk geritztes Weihekreuz, ebenfalls in der Form des Radkreuzes. In der tschechischen Kirche St. Nikolaus in Starý Svojanov sind elf der Weihekreuze erhalten. Eines davon weist eine außergewöhnliche Gestaltung auf; zu Füßen des Gekreuzigten liegt die Figur des Adam.

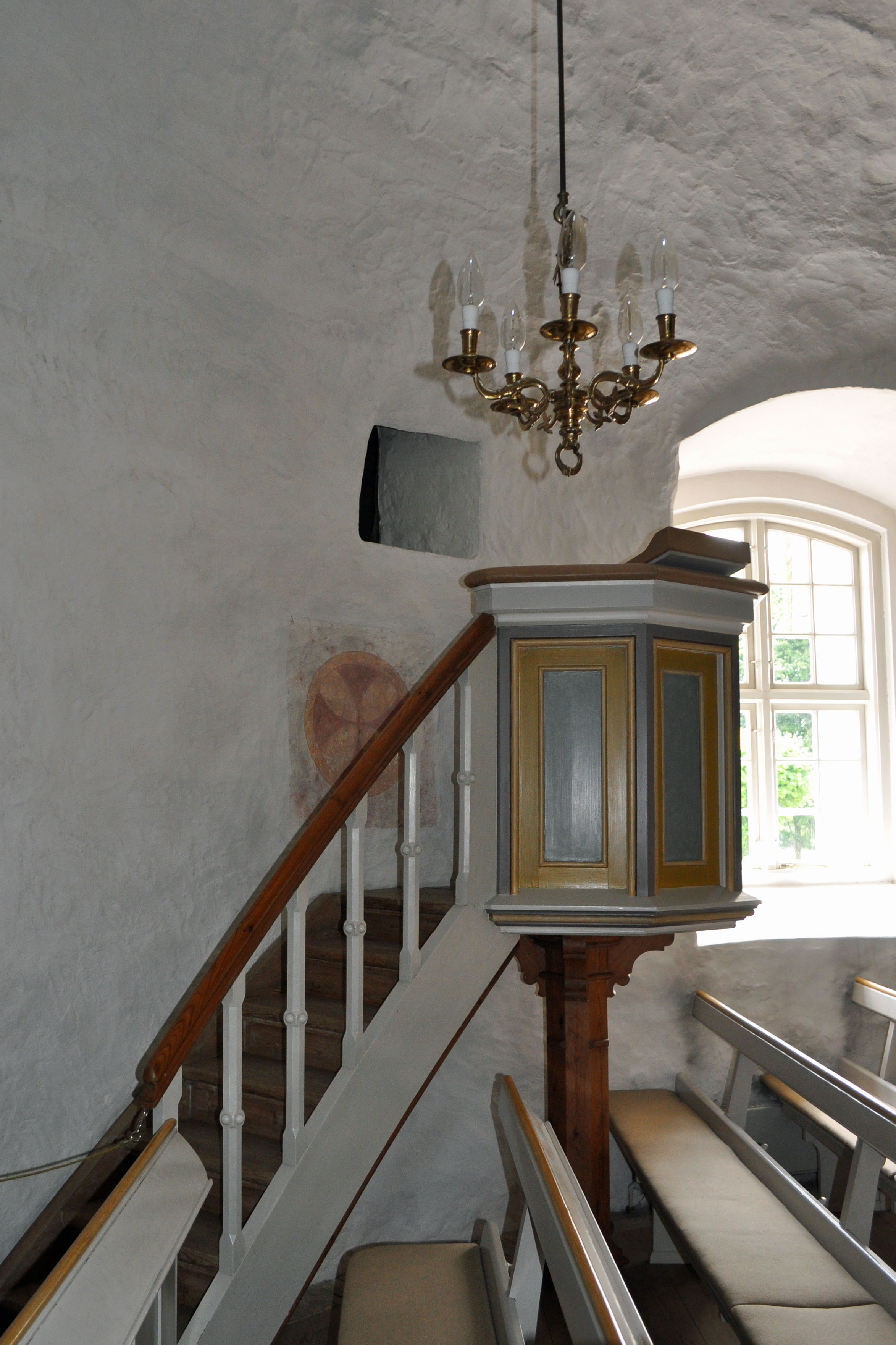
Nylars Kirche, Kanzel, Weihekreuz
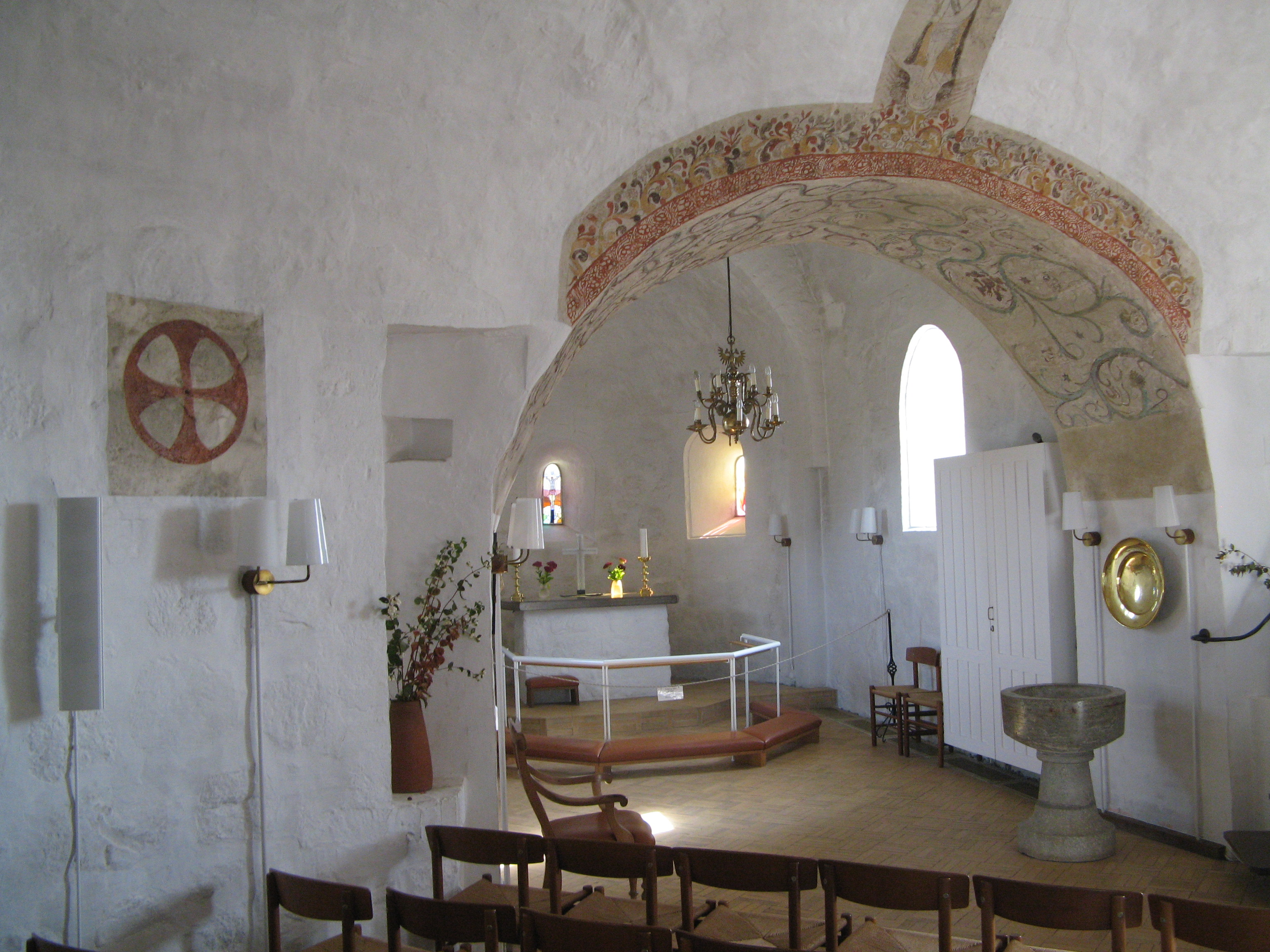
Ny Kirke – Innenraum und Chor, Weihekreuz
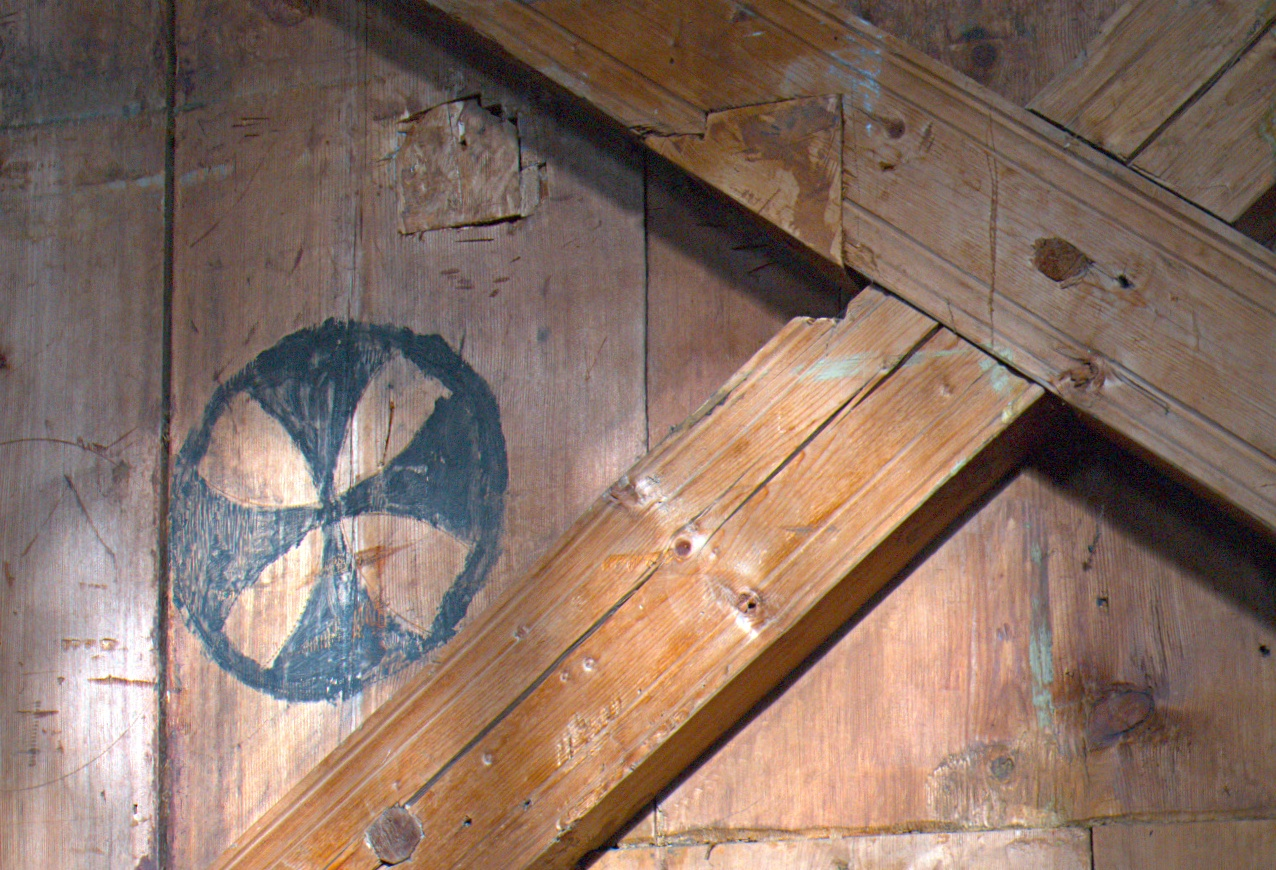
Weihekreuz in der Stabkirche Reinli
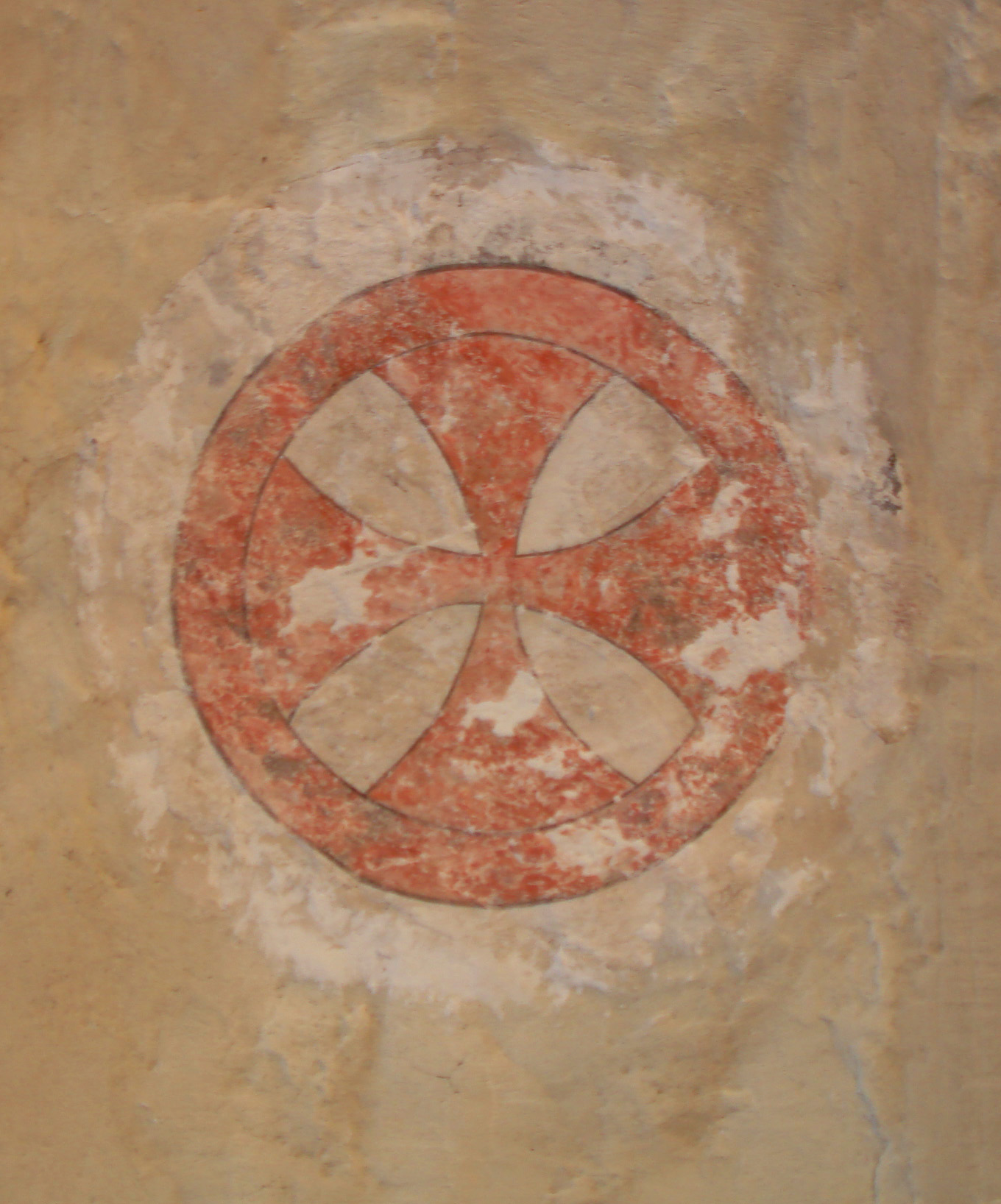
Weihekreuz in der Slidredomenkirche
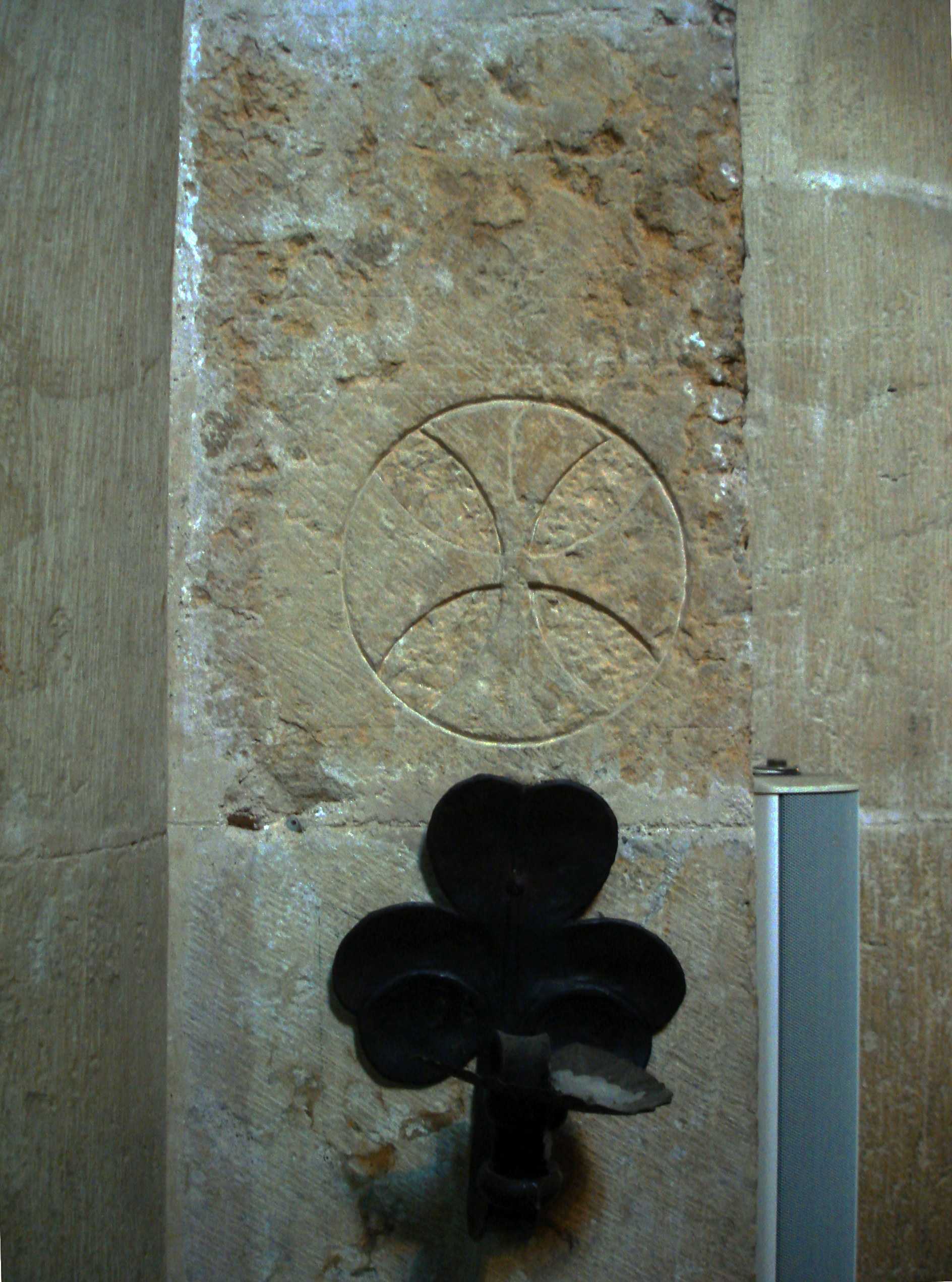
Weihekreuz in der Kathedrale von Coimbra

### Apostelkreuz

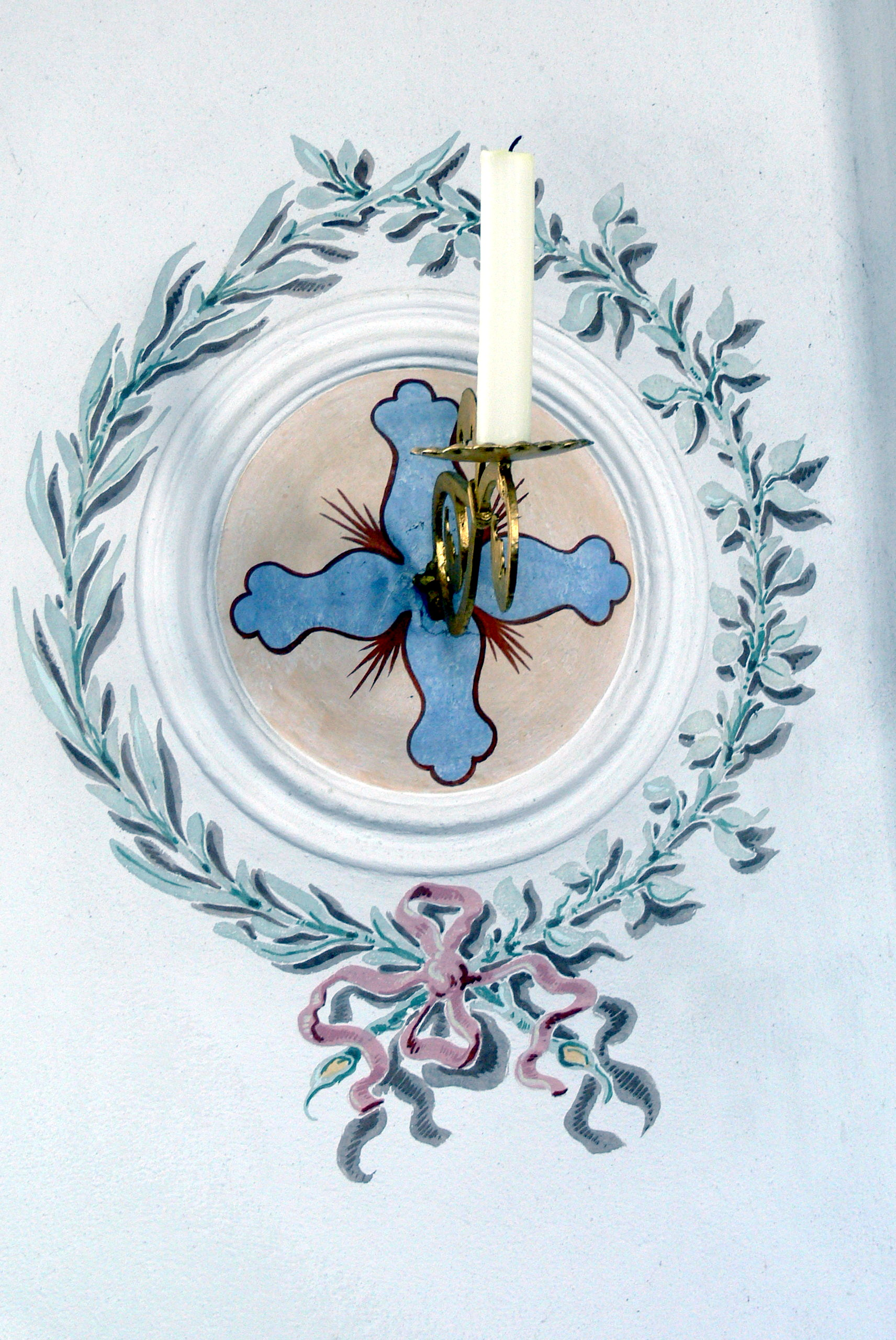
Weihekreuz mit Apostelleuchter, St. Anna in Ellmau (Tirol)

In manchen Kirchen markieren die Weihekreuze zusammen mit den Apostelleuchtern die Stellen, an denen die Wände der Kirche bei der Kirchweihe gesalbt wurden; sie werden daher auch Apostelkreuze genannt. Diese Kreuzform ist vor allem in katholischen und vorreformatorischen Kirchen zu finden. Typischerweise in der Romanik und Gotik finden sich zwölf Apostelkreuze an den Wänden oder Säulen der Kirche verteilt, auch an Außenwänden.

### Päpstliches Kreuz
Bis zur Reformation wurde die Form des Weihekreuzes auch als päpstliches Hoheitszeichen verwendet, deshalb findet man auch die Bezeichnung Päpstliches Kreuz. Es ist allerdings vom heutigen Papstkreuz zu unterscheiden, das eine Abwandlung des Patriarchenkreuzes mit drei Querbalken darstellt.

## Heraldik

Radkreuz im Wappen von Ingå

Das Weihekreuz, auch als Sühnekreuz oder Radkreuz bezeichnet, ist in der Heraldik eine gemeine Figur und findet im Wappen wenig Anwendung.
Dargestellt wird allgemein ein gemeines Kreuz, das von einem Kreis umgeben ist. Alle Kreuzarme berühren den Kreisring, und die Tingierung setzt sich nur zur Feldfarbe des Wappens ab. Die Kreuzarme können auch die Form eines Tatzenkreuzes annehmen, um eine Ästhetik im Wappen zu erreichen.

## Radkreuz
Das Radkreuz, auch als Sonnenkreuz bezeichnet, ist ein vorchristliches Licht- und Sonnensymbol, das bei asiatischen, mittel- und südamerikanischen Völkern, den ägyptischen Pharaonen wie auch bei den Germanen verehrt wurde. Mit der Aufteilung der Kreuzfläche in vier Segmente galt es als Symbol für die Jahres- und Lebensabschnitte.